# Пјетрадоната (Изернија)
Пјетрадоната је насеље у Италији у округу Изернија, региону Молизе.
Према процени из 2011. у насељу је живело 85 становника. Насеље се налази на надморској висини од 400 м.